# Zihlathi Ndwandwe/Mkhatjwa
Zihlathi Ndwandwe (auch: Zilathi Nxumalo, Mkhatshwa; geb. um 1890; gest. 1975) war Königinmutter und damit Regentin (Indlovukati) von Swasiland während der Regentschaft von Sobhuza II. Ihre Nachfolgerin wurde ihre Schwester und Mit-Ehefrau, Seneleleni Ndwandwe.
| Vorgänger        | Amt                                | Nachfolger          |
| ---------------- | ---------------------------------- | ------------------- |
| Nukwase Ndwandwe | Ndlovukati von Swasiland 1957–1975 | Seneleleni Ndwandwe |